# سانتا کروز، سائوتومه و پرنسیپ
سانتا کروز، سائوتومه و پرنسیپ (به لاتین: Santa Cruz, São Tomé and Príncipe) یک منطقهٔ مسکونی در سائوتومه و پرنسیپ است که در São Tomé Province واقع شده‌است.